# 옌스 스톨텐베르그
옌스 스톨텐베르그(노르웨이어: Jens Stoltenberg, 1959년 3월 15일 ~ )는 노르웨이의 정치인이다. 노동당 소속으로 2000년부터 2001년 사이에 총리를 지냈고, 2005년 총선에서 승리하여 다시 총리로 재직하였다.
오슬로 출신이며, 정치인 가정에서 자랐다. 그의 부친 토르발 스톨텐베르그는 노동당의 저명한 정치인으로, 외무장관과 주 UN 대사를 지냈고, 현재 노르웨이 적십자사 총재이다. 그의 모친도 정부 각료로 재직했었다.
그는 오슬로 대학교에서 경제학을 전공하였고, 젊은 시절부터 정치활동에 참여했고, 노동당에 입당하여 경력을 쌓았다. 1990년대에 몇 부처의 장관을 지내다가, 2000년 3월 총리로 취임하였다. 그러나 당 내분을 수습하지 못해 인기를 잃어 2001년 9월 총선에서 대패하여, 총리직에서 물러났다.
2005년 총선에서는 전보다 많은 의석을 차지하여, 중도좌파 연립정권을 수립하여 다시 총리로 취임하였다. 취임 후 석유 사업으로 벌어들인 방대한 수입을 바탕으로 증세를 단행하여 더 많은 복지와 일자리 창출을 시도하는 정책을 내놓고 있다. 2009년 재선에 성공하지만 3선에 실패하여 2013년 10월 14일 사임서를 제출하고 이틀 뒤 관저를 떠났다. 2014년 3월 28일 북대서양조약기구 수장으로 임명되어 2024년 9월까지 임기를 수행하였다.